# 122. pr. Kr.
◄ | 3. stoljeće pr. Kr. | 2. stoljeće pr. Kr. | 1. stoljeće pr. Kr. | ►
◄ | 150-ih pr. Kr. | 140-ih pr. Kr. | 130-ih pr. Kr. | 120-ih pr. Kr. | 110-ih pr. Kr. | 100-ih pr. Kr. | 90-ih pr. Kr. | ►
◄◄ | ◄ | 125. pr. Kr. | 124. pr. Kr. | 123. pr. Kr. | 122 pr. Kr. | 121. pr. Kr. | 120. pr. Kr. | 119. pr. Kr. | ► | ►►
Astronomija

## Događaji
- Marko Fulvije Flak i Gaj Grakho postali su tribuni i predložili brojne radikalne reforme u rimskoj državi.
- Izglasovan Grakhov zakon koji traži od države osigurati oružje i opremu vojnicima rimske vojske.